# Provinz Hi
Hi (jap. 火国 oder 肥国, Hi no kuni) war eine der historischen Provinzen Japans im Altertum. Sie befand sich auf der Insel Kyūshū und dehnte sich über die heutigen Präfekturen Nagasaki, Saga und Kumamoto aus.

## Geschichte
Die erste Erwähnung findet sich im Kojiki aus dem Jahre 712 im Abschnitt über die mythologische Geburt der japanischen Inseln (国産み, Kuniumi):

「次生、筑紫島。此島亦、身一而、有面四。面毎有名。故、筑紫国謂、白日別。豊国、言、豊日別。肥国、言、建日向日豊久士比泥別。熊曾国、言、建日別。」

„Als Nächstes wurde die Insel Tsukushi [= Kyūshū] geboren. Auch [vgl. Shikoku] diese Insel hat einen Körper und vier Gesichter, von denen jedes Gesicht einen Namen hat. So wird das Land Tsukushi Shira-bi-wake genannt, das Land Toyo wird Toyo-bi-wake genannt, das Land Hi wird Take-hi-mukahi-toyo-kuji-hine-wake genannt, das Land Kumaso wird Take-bi-wake genannt.“

Das Nihonshoki von 720 schreibt zur Entstehung des Namens Hi no kuni, hier in der Schreibweise 火国 für „Land des Feuers“, folgendes:

「五月壬辰朔、従葦北発船到火国、於是日没也、夜冥不知著岸、遙視火光、天皇従詔狭　者曰、直指火処、因指火往之、即得著岸、天皇問其火光処曰、何謂邑也、国人対　者曰、是八代県豊村、亦尋其火、是誰人之火也、然不得主、茲知非人火 、故名其国曰火国也。」

„[18. Jahr der Regierungszeit des Keikō-tennō] 5. Monat, 1. Tag: In Ashikita ließ er [Keikō-tennō] die Segel nach dem Land von Hi setzen. Hier ging die Sonne unter und die Nacht war dunkel, so dass sie nicht wussten, wie sie die Küste erreichen sollten. In der Ferne schien ein Feuer und der Kaiser befahl dem Steuermann: ‚Segle dahin wo das Feuer ist.‘ So segelten sie zum Feuer und erreichten die Küste. Der Kaiser fragte bezüglich des Ortes mit dem Feuer: ‚Wie ist der Name dieses Dorfes?‘ Die Menschen des Landes antworteten: ‚Toyomura im Bezirk Yatsushiro.‘ Wieder fragte er bezüglich des Feuers: ‚Wessen Feuer ist das?‘ Aber kein Besitzer wurde gefunden, und daraufhin stand fest, dass es nicht menschengemacht wurde. Deswegen heißt das Land Hi no kuni.“

Gegen Ende des 7. Jahrhunderts wurde die Provinz Hi in die zwei Gebiete Hizen (dt. „Vorder-Hi“) und Higo (dt. „Hinter-Hi“) aufgeteilt. Diese werden erstmals im Shoku Nihongi für das Jahr 696 erwähnt. Beide Länder zusammen wurden später auch als Hishū (肥州, dt. „Hi-Provinzen“), Nihi (二肥, dt. „die zwei Hi“) und Ryōhi (両肥, dt. „die beiden Hi“) bezeichnet.